# Неопилина на Галатея
Неопилините на Галатея (Neopilina galatheae) са вид моноплакофори от семейство Neopilinidae.
Таксонът е описан за пръв път от Хенинг Моурие Лемке през 1957 година.